# 萧霞的
蕭霞的（?—?），契丹国大臣。契丹审密部人。契丹后族。辽太祖时北府宰相。
天赞元年（922年）冬十月甲子，辽太祖耶律阿保机任用蕭霞的为北府宰相。分迭剌部为二院：斜涅赤为北院夷离，绾思为南院夷离，辽太祖下诏分北大浓兀为二部，设立两个节度使以统领。事迹不详。